# Angus McLaren
Angus McLaren (Wonthaggi, 3 novembre 1988) è un attore australiano noto per il ruolo di Lewis McCartney nella serie televisiva H2O.

## Biografia
Angus McLaren è nato a Wonthaggi, in Victoria ed è cresciuto in una fattoria vicino a Leongatha. Suo fratello maggiore Aidan è il batterista della band "Long Walk Home", mentre Angus suona la batteria nella band "Rapids".
Dopo essere apparso in numerose produzioni del Leongatha Lyric Theatre e nelle rappresentazioni scolastiche, ottiene il suo primo ruolo da professionista nella serie Something in the Air, all'età di 12 anni. Seguono altri ruoli in televisione, in Worst Best Friends, Saddle Club e Fergus McPhail, oltre ad apparizioni occasionali in Blue Heelers - Poliziotti con il cuore, Comedy Inc. e un ruolo ricorrente in Neighbours.
Angus McLaren ottiene il suo primo ruolo come personaggio principale nella serie televisiva per bambini Silversun. Successivamente, recita nel film del 2005 Court of Lonely Royals, diretto da Rohan Michael Hoole. Nello stesso anno, lavora in Last Man Standing, mentre dal 2006 al 2010 interpreta Lewis McCartney in H2O.
Dal 2008, appare nella serie Packed to the Rafters, nel ruolo di Nathan Rafter.

## Filmografia

### Cinema
- Double Vision (Shuang tong), regia di Kuo-fu Chen (2002)
- Court of Lonely Royals, regia di Rohan Michael Hoole (2006)
- Attacco a Mumbai - Una vera storia di coraggio (Hotel Mumbai), regia di Anthony Maras (2018)

### Televisione
- Something in the Air - serie TV, 7 episodi (2000-2002)
- Worst Best Friend - serie TV, episodio 1x05 (2002)
- Neighbours - serie TV, 6 episodi (2002-2003)
- Saddle Club - serie TV, episodi 2x01-2x02-2x13 (2003)
- CrashBurn - serie TV, episodio 1x10 (2003)
- Blue Heelers - Poliziotti con il cuore (Blue Heelers) - serie TV, episodi 10x07-12x36 (2003-2005)
- Fergus McPhail - serie TV, episodio 1x04 (2004)
- Silversun - serie TV, 26 episodi (2004)
- Last Man Standing - serie TV, episodio 1x18 (2005)
- H2O (H2O: Just Add Water) - serie TV, 66 episodi (2006-2010)
- All Saints - serie TV, episodio 11x15 (2008)
- Packed to the Rafters - serie TV, 73 episodi (2008-2011)
- Re di cuori (Doctor Doctor) - serie TV, 6 episodi (2017)
- Operation Buffalo - miniserie TV, 4 episodi (2020)

## Doppiatori italiani
Nelle versioni in italiano delle opere in cui ha recitato, Angus McLaren è stato doppiato da:
- Emiliano Coltorti in H2O
- David Chevalier in Packed to the Rafters
- Mirko Cannella in Attacco a Mumbai - Una vera storia di coraggio